# Klášter

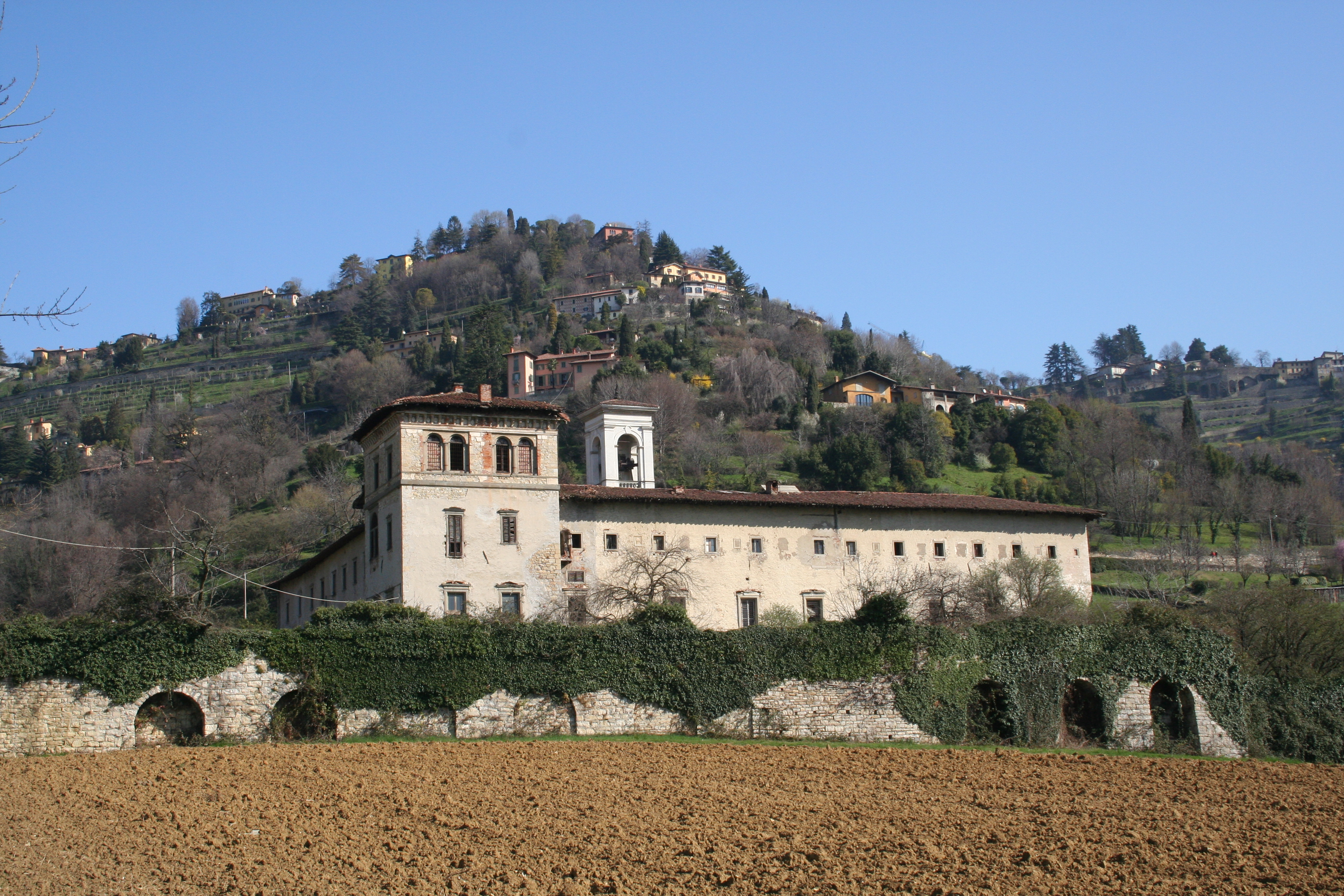
Klášter v Astinu, Itálie

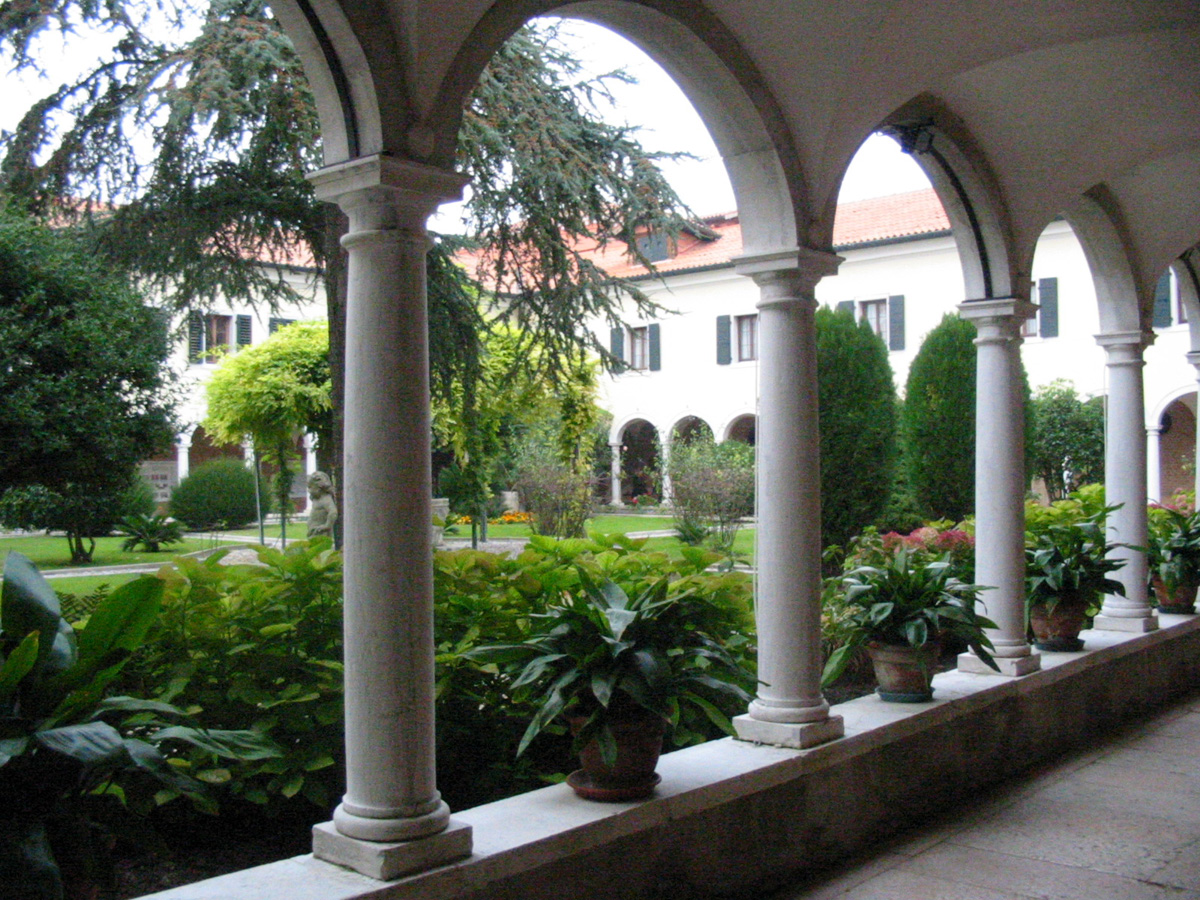
Klášter San Lazzaro degli Armeni v Benátkách, Itálie

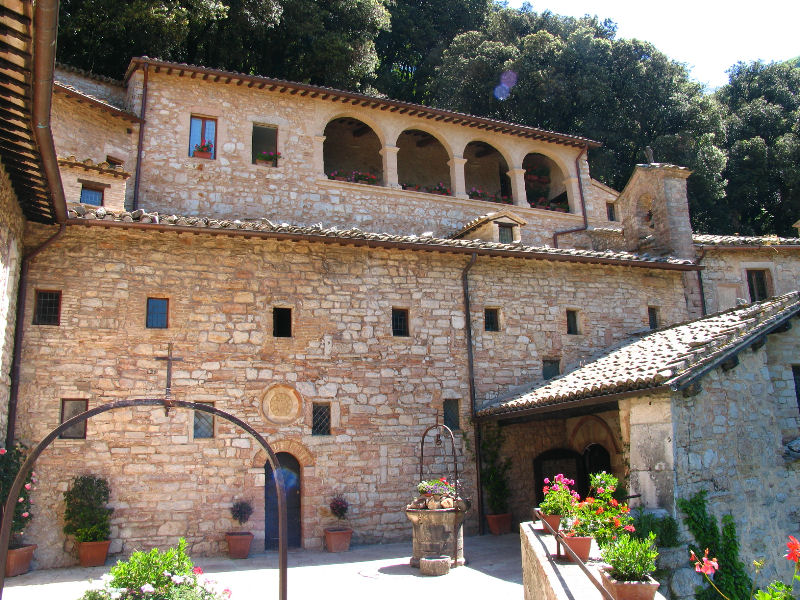
Klášter v Assisi, Itálie

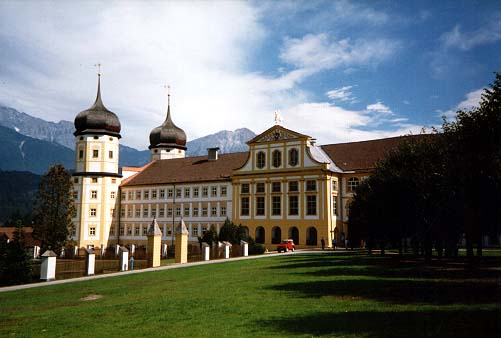
Klášter Stams, Rakousko

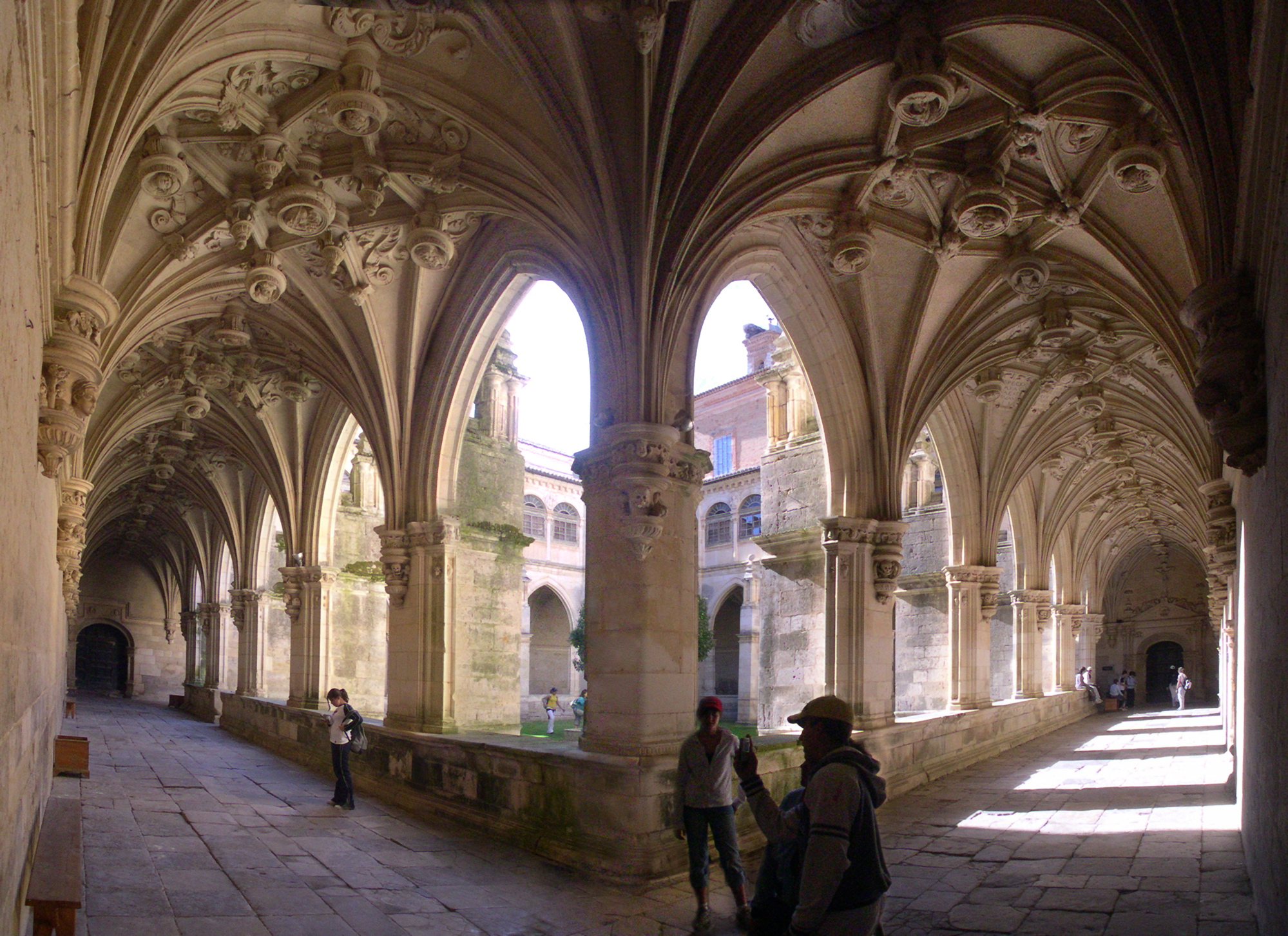
Klášter de San Zoilo, Španělsko

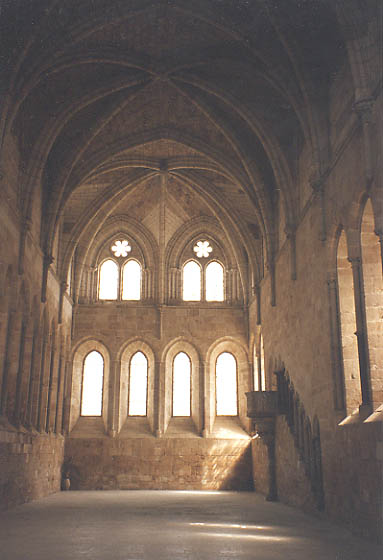
Refektář v klášteře Santa Maria Huerta, Španělsko

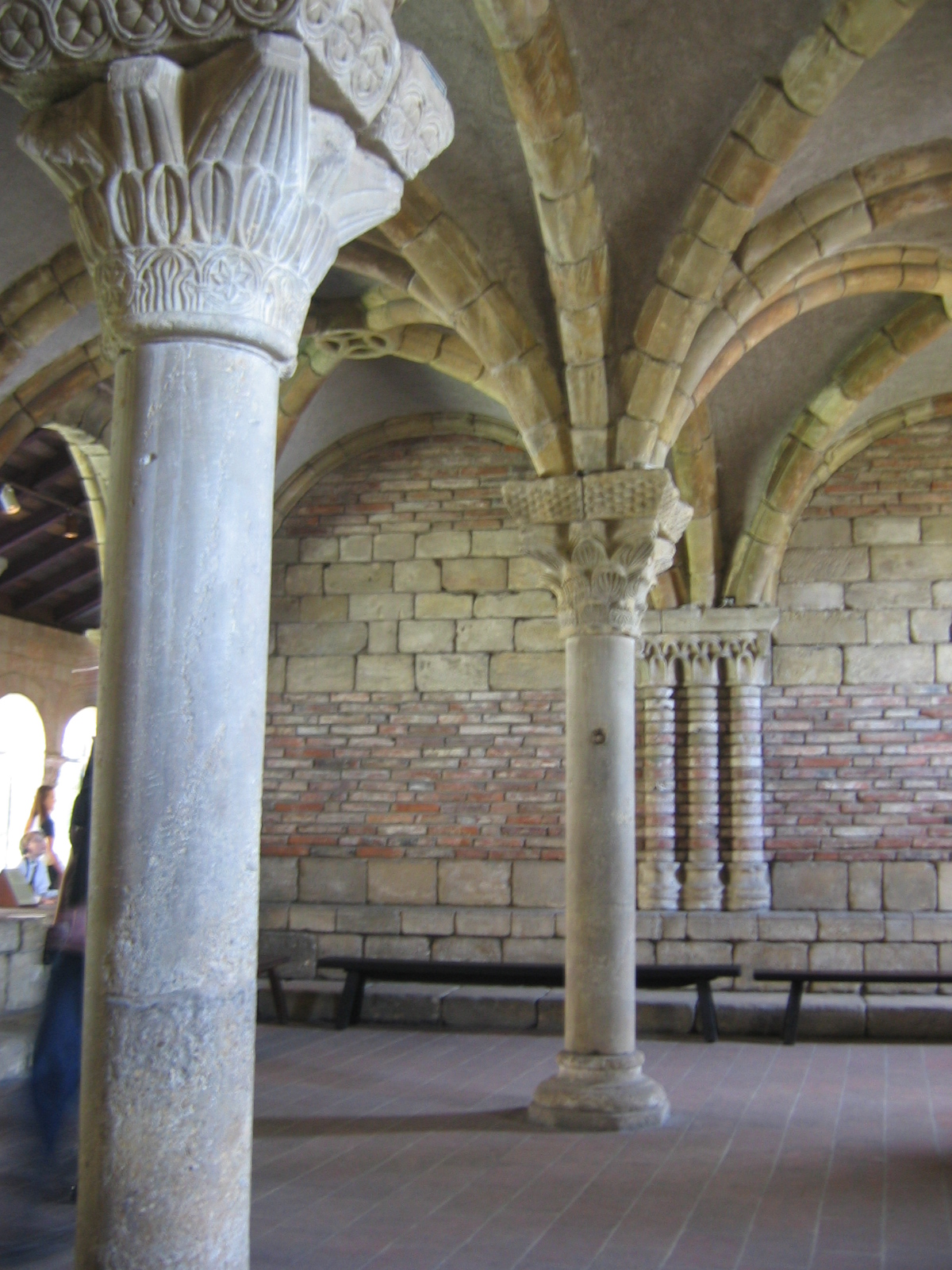
Kapitulní síň v klášteře v Pontaut

Klášter (z německého Kloster z latinského claustrum, uzavřené místo, latinsky monasterium) je instituce a budova nebo komplex budov, které slouží jako dlouhodobý příbytek pro duchovní a pracovní činnosti mnichů (monachů), mnišek (jeptišek) či laiků, kde žijí společně jako komunita na rozdíl od osaměle žijících poustevníků (eremitů).
Nejčastěji se tak označují konventy západních církví, kde žijí řeholníci řídící se předpisy svého církevního řádu – řeholí. 
Pro pravoslavné kláštery se obvykle užívá slovo monastýr. Jako klášter se označují i obdobné instituce, například buddhistické kláštery.
Zpravidla jde o rozlehlejší areál určený pro život duchovního či náboženského společenství (komunity).

## Popis
Český výraz klášter, podobně jako německé Kloster nebo polské klasztor, je odvozeno z latinského claustrum = uzavřené místo. Ze stejného latinského základu vychází také termín klauzura, kterým bývá označována uzavřená část kláštera, v některých případech – zejména u kontemplativní řádů – nepřístupná laickým osobám. I v souvislosti s některými v křesťanství (nemnišskými) řeholními řády je tedy přesné užívat pojem klášter, pokud jím není míněna klauzura, ale celý klášter. Významově příbuzný výraz konvent, kolej, či řeholní dům pak označuje spíše samotné osazenstvo kláštera (jezuitská kolej, premonstrátská kanonie, templářská komenda atd.). Pravoslavné kláštery se označují jako monastýry, významnější pak jako lávry.
Křesťanské řádové komunity utvářejí mniši, řeholnice, i jako u jezuitů aj. laické osoby, případně osoby terciářů, nebo je to naopak, kdy jde o úplně volné laické seskupení, zvláště u různých křesťanských církví jako v případě Taizé; některé formy lze najít i u jiných náboženství. Obyvatelé kláštera v křesťanství nejsou tedy vždy ze stejného církevního řádu (např. benediktini, františkáni, cisterciáci, karmelitáni, vincentky, voršilky). Kromě křesťanských klášterů jsou známy také kláštery muslimské, nebo buddhistické či taoistické, mezi nimiž jsou kláštery různých jednotlivých škol a sekt. Kláštery se stávaly přirozenými středisky vzdělanosti, některé měly také vojenský význam, nebo i jiný (umělecký).
Obdobné instituce v některých náboženstvích bývají více zaměřeny jako školy a zpravidla jsou v českém jazyce označovány ne jako kláštery, ale původním termínem: např. medresy v islámu nebo hinduistické ašrámy.
Nauka o klášterech se nazývá monasteriologie.

## Křesťanské kláštery
Křesťanské mnišství se poprvé objevilo někdy na konci 3. století n. l. v Egyptě, Anatolii a Palestině. Mnozí křesťané se odebrali do pouště, aby tu následovali příklad Ježíše Krista a svatého Jana Křtitele, v jejichž konání spatřovali životní vzor a cestu k pokání. Někteří z nich do pouště uprchli před krutým pronásledováním ze strany císaře Decia. Zpočátku se k těmto společenstvím přidávali muži, ženy i celé rodiny. Postupem času se však tito první poustevníci zřekli pozemských radostí, manželství a majetku, aby v samotě a tichu otevřeli svou mysl Bohu. První organizovaná společenství těchto osob vznikla záhy a začaly se vytvářet první poustevnické kolonie, v nichž se usídlilo i několik stovek věřících, kteří žili osamoceně v chatrčích nebo jeskyních a setkávali se jen ke společné modlitbě. Tehdy nebyl jejich život ještě podřízen žádným pravidlům. Podstatou byla samota, odříkání, meditace, půst, modlitba a většinou nějaký druh sebetrýznění. Teprve dvojice svatých, sv. Augustin a sv. Basil, poskytla společenstvím mnichů jasný řád a regule. Nejuznávanějším a nejčastěji používaným souborem pravidel mnišského života se pak stala řehole svatého Benedikta, která byla vypracována někdy na přelomu 4. a 5. st. n. l. (schválena byla až roku 595). Uznání ze strany církve se ale všechna tato mnišská společenství dočkala až o několik století později, roku 787 na Druhém nikajském koncilu. V Evropě začaly první kláštery vznikat na přelomu 5. a 6. století, jejich počet začal prudce růst kolem roku 1000 n. l. a pak se neustále zvyšoval. V 9. století byl pro benediktinský řád jako detailní návrh vyhotoven ideální model kláštera sv. Havla, který představoval inspiraci při výstavbě pozdějších klášterních objektů. V případě mnišských řádů šlo o velké komplexy, které představovaly mimo jiné i všestranně samostatnou a soběstačnou hospodářskou jednotku a též hospodářské a kulturní centrum oblasti. Jejich hlava (opat) bývala někdy i biskupem. Jejich význam od 16. století podstatně klesal. Éra největšího rozmachu pravoslavných klášterů spadá do 14. a 15. století.

### Život ve středověkém klášteře
Klášterní život podléhal řeholi a víře. Řehole svatého Benedikta například obsahovala tři základní body, kolem nichž se měl odvíjet život v klášteře – modlitba, práce a milosrdenství. Převážná většina času byla věnována modlitbě. Ve zbývajícím čase se mniši věnovali práci – v počátcích se jednalo o práci manuální, ale ve středověku už převažovala práce duševní, tedy studium teologických spisů, studium antické filozofie a přepisování knih (do doby než vznikl knihtisk). Některé řehole pak obsahovaly i povinnost mnichů starat se o nemocné, staré a chudobné lidi. Všechny kláštery musely přijímat poutníky, potulné mnichy a pocestné a po určitou dobu se o ně starat. Součástí řehole byla i poslušnost, střídmost v jídle, zákaz vlastnit osobní majetek, povinnost dodržovat celibát, nosit mnišský oděv a často i slib mlčenlivosti. Křesťanský mnich trpěl zimou a vlhkostí své cely, střídmou stravou a někteří i tělesnými tresty, které provozovali sami na sobě, aby se potrestal za svou hříšnost. Nedodržení řehole se u jednotlivých mnichů trestalo nařízeným pokáním, uvězněním v cele a často i bičováním. Mniši z důvodu svého osobního růstu často dodržovali zákaz mluvení. Ubytování bylo zařízeno tak, že v některých klášterech měl každý mnich svou celu, v jiných byly cely společné. Mniši spali zcela oděni a ve stejném oblečení v jakém prožili den. Zdraví mniši se mohli koupat pouze třikrát do roka, před vánočními, velikonočními a svatodušními svátky. Holení nebylo v klášterech běžné, některé řády holení povolovaly a jiné přísně zakázaly.

### Kláštery a církev

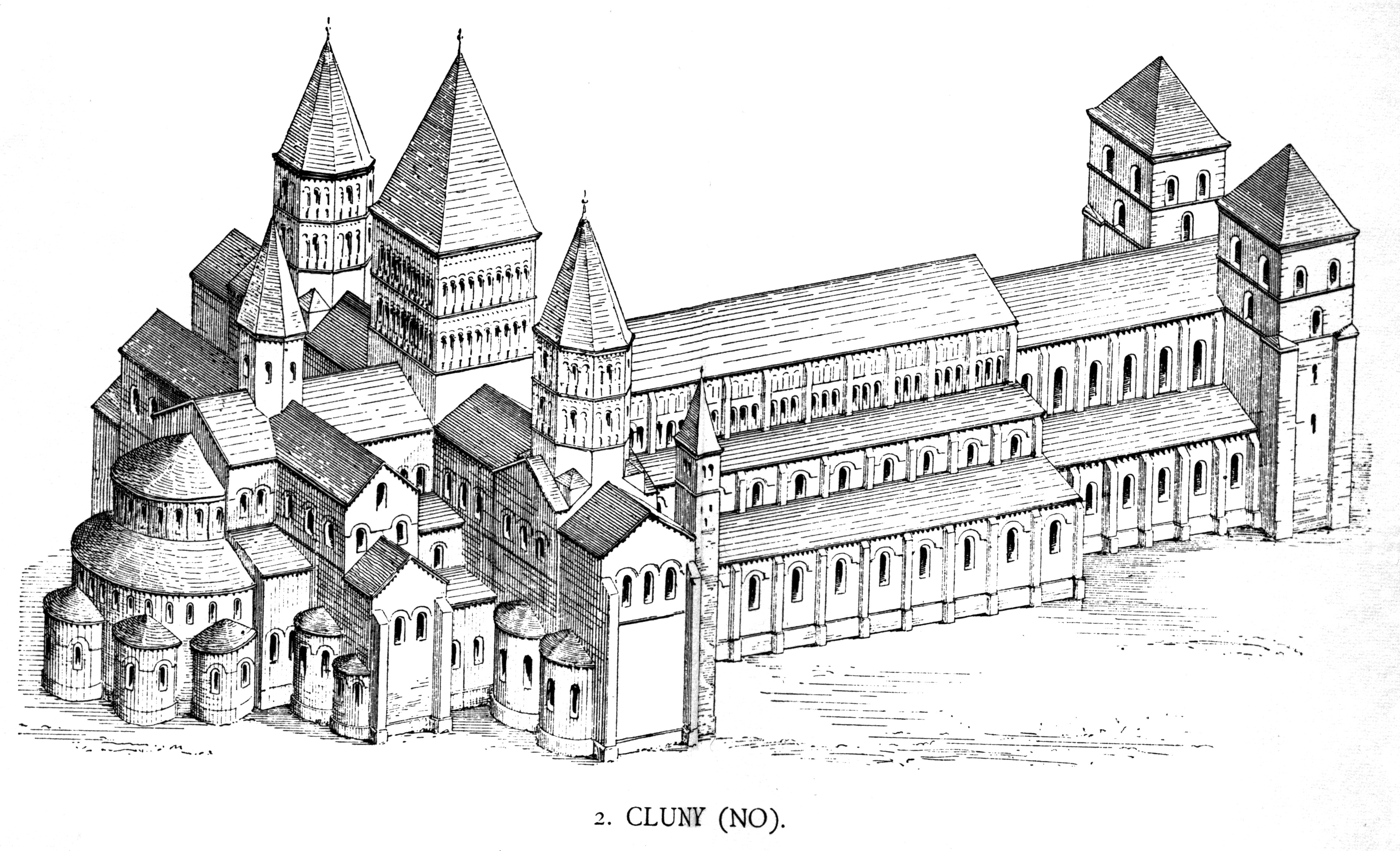
Kresba katedrály kláštera v Cluny

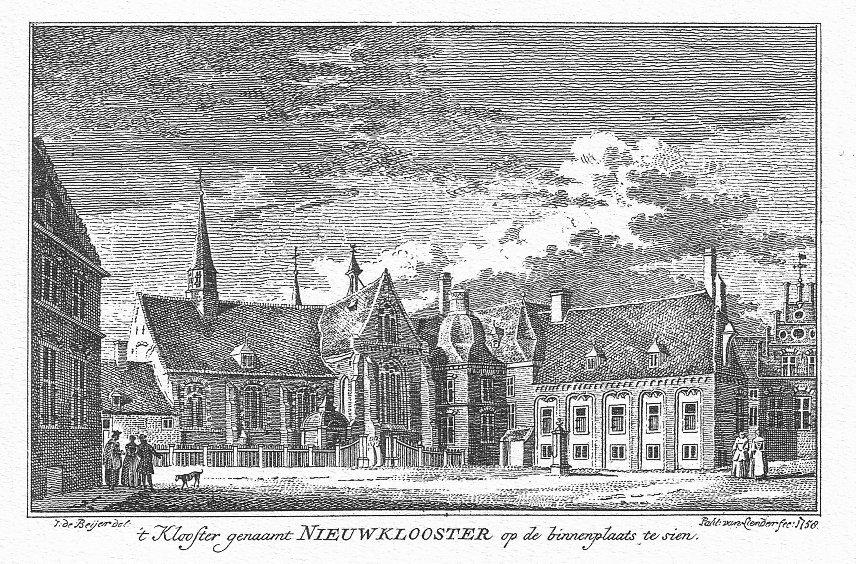
Kresba kláštera v Graefenthalu

Mimo prostory klášterů existoval zcela jiný svět. Z pohledu mnichů se jednalo o svět zahálky, hříchu a zatracení. Ve středověku došlo k růstu měst a s tím byl spojen i vznik mnoha hostinců, lázní, nevěstinců a jiných „hříšných“ míst. Kostely a katedrály ve městech byly trvale otevřeny veřejnosti, lidé uvnitř spali, jedli a dokonce obchodovali. Ve středověku už církev nebyla vzorem ctnosti a někteří papežové byli známí svým nevázaným životem. Mniši v klášterech byli tímto vývojem společnosti znechuceni a s nedůvěrou hleděli i na duchovní, kteří ve městech žili. Mezi katolickou církví a kláštery tak vznikalo určité napětí, které se ještě zvyšovalo majetkovými spory a neustálou snahou klášterů po samostatnosti a nezávislosti na církvi. Kláštery podléhaly duchovní jurisdikci biskupů v diecézi, kde se nacházely. Biskup na kláštery dohlížel, stvrzoval volbu opatů a převorů a konal pravidelné kontrolní návštěvy. Mniši museli biskupa a celý jeho doprovod při každé návštěvě pohostit. Benediktinská opatství získala jako první výsadu, že již nepodléhají biskupům, ale přímo papeži. Od této chvíle měly kláštery téměř absolutní autonomii a mniši získali právo sami si volit opaty a převory. Další spor se vedl o to, zda i kláštery mohou být vlastníky kostelů. I v tomto případě kláštery nakonec výsadu získaly. Moc klášterů tak postupně rostla, stejně jako jejich majetek a nezávislost na církvi.

### Příjmy a výdaje

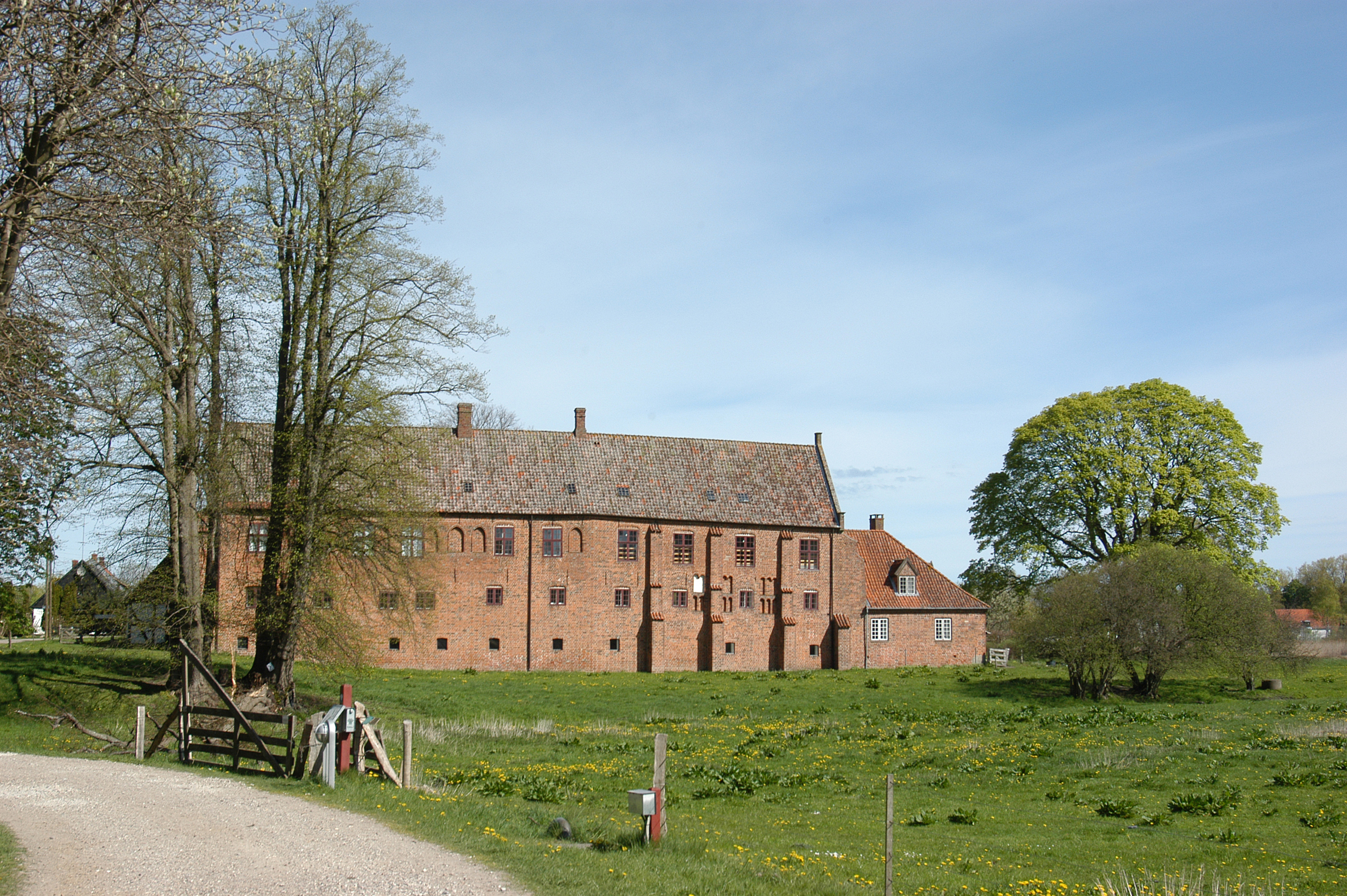
Klášter Esrum, Dánsko

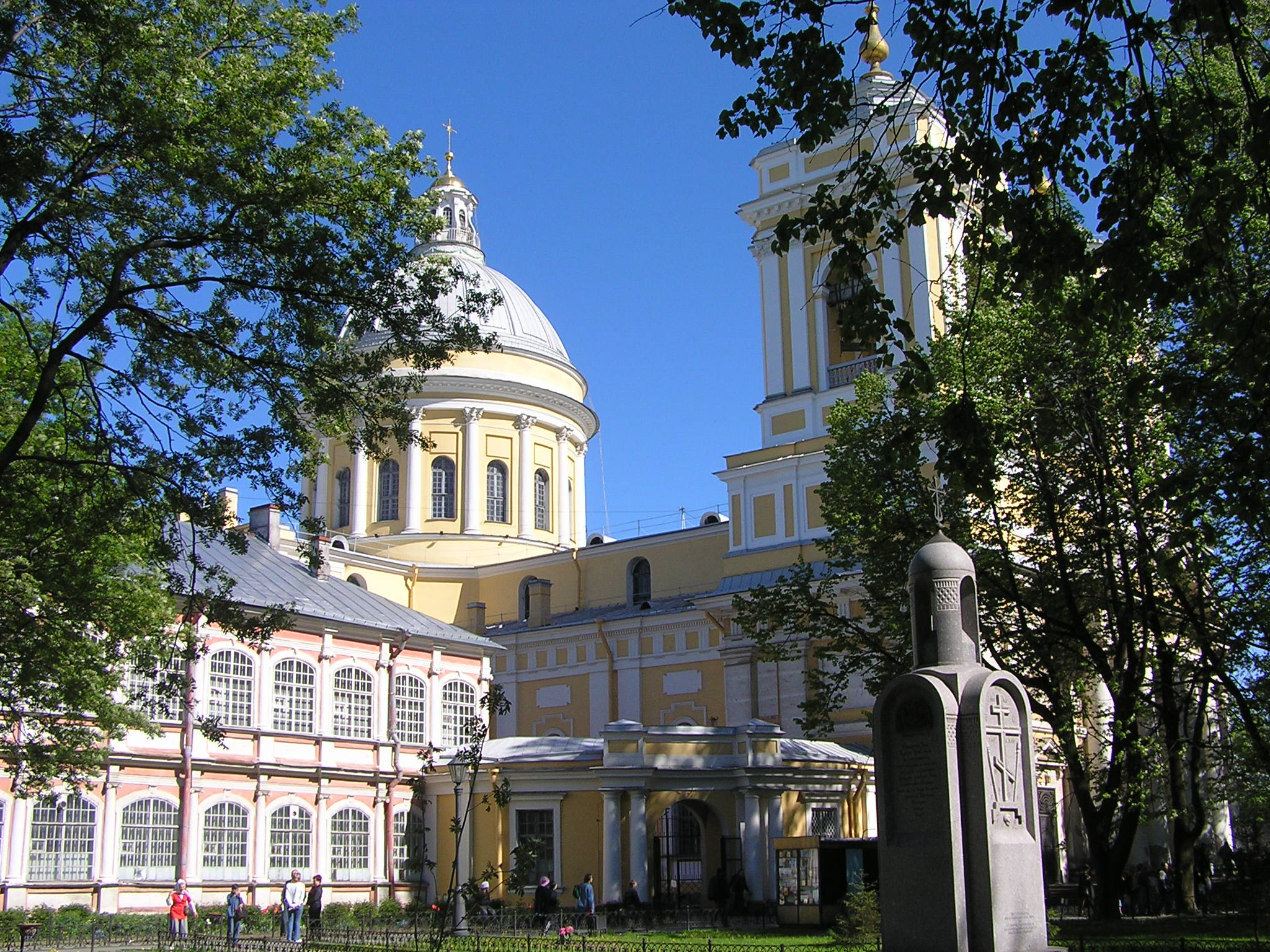
Pravoslavný monastýr Alexandra Něvského v Petrohradě

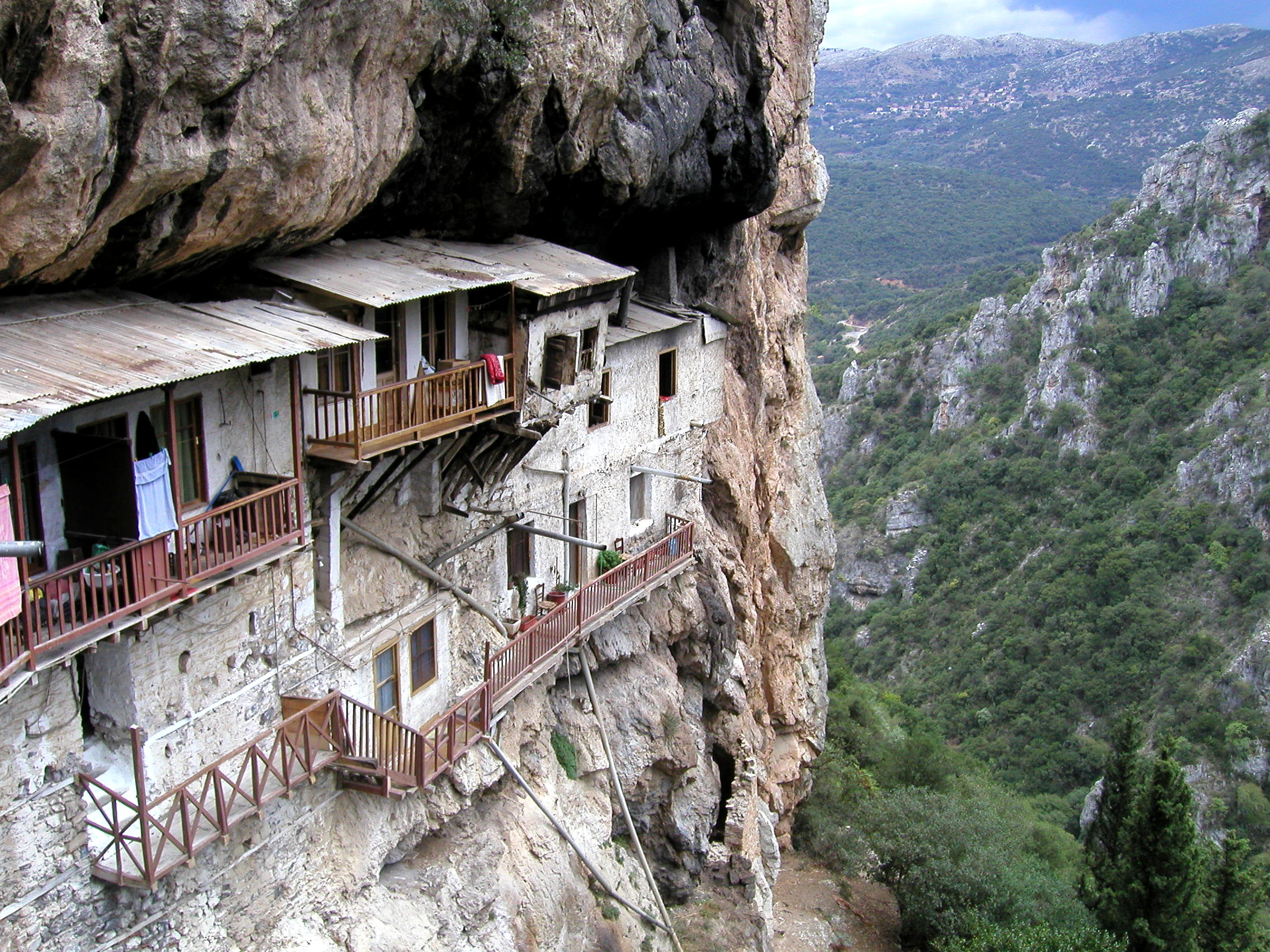
Monastýr Podromos, Řecko

Největší finanční příjmy získaly kláštery z darů věřících. Mnohé dary přicházely s přijímanými mnichy a chovanci z bohatých rodin. Jiné dary poskytovala šlechta, bohatí měšťané a sedláci v podobě závěti. Kláštery tak vlastnily pozemky, domy, statky a peníze. Hotovost získávala opatství také pronájmem svých mlýnů, domů a poskytováním tržního práva. Část financí přinášeli také poutníci. Na jejich podnikání tak s podezřením a závistí hleděla nejen církev, ale také šlechta a sedláci. Kláštery často bývaly pro mnohé poddané zdrojem zaměstnání a střechy nad hlavou. Touto levnou pracovní silou byli tzv. bratři laici. Zatímco středověcí mniši pocházeli většinou z bohatých a šlechtických rodin, tak bratři laici byli negramotní zemědělci. Byli pokládáni za mnichy, jelikož skládali mnišský slib, nosili mnišský oděv, ale žili odděleně od mnichů vzdělaných. Jejich hlavní povinností bývala většinou manuální práce, od úklidu po obdělávání pozemků. Kromě bratrů laiků obdělávali polnosti klášterů také poddaní, kteří žili na pozemcích patřících klášteru. Kláštery byly bohaté i chudé, ale všechny měly povinnost poskytovat pohostinnost poutníkům a mnichům z jiných klášterů. Kromě poskytování ubytování a jídla pocestným, odčerpávala část příjmů také výstavba a další zvelebování kláštera a jeho budov. Velkou část peněz utratil klášter za stravování svých mnichů a bratrů laiků (mohlo se jednat i o několik stovek osob). Největší zátěží pak byla návštěva vysokého církevního činitele, krále nebo jiného místního vládce. Do kláštera tak často přišel panovník se svou početnou družinou a mohl tu strávit i několik dnů. Tato vynucená pohostinnost představovala náhlou a nečekanou hospodářskou zátěž, která však byla občas vyvážena získáním nových privilegií. Pro velká opatství nebyla návštěva vysokých církevních činitelů nebo krále a jeho doprovodu až takovou katastrofou, ale pro méně bohaté a menší kláštery mohla být likvidační. Finanční situace klášterů se zhoršovala také v obdobích neúrody.

### Bohatství a chudoba
Jak moc a finanční síla mnoha evropských klášterů v raném středověku rostla, tak sílila v určitých kruzích i snaha o návrat k původním hodnotám mnišského života. Tedy k chudobě, odříkání, modlitbě, meditaci a pomoci bližním. Roku 1098 se tak skupina nespokojených mnichů z opatství Molesme rozhodla osamostatnit a usadili se v Cîteaux. Cílem tohoto kláštera bylo od počátku znovunastolení řehole svatého Benedikta a její důsledné dodržování. Mniši se tu jasně postavili do opozice k nejbohatšímu evropskému opatství v Cluny. Duchovní rozkvět kláštera v Cîteaux nastal po příchodu svatého Bernarda roku 1112. Tento řád – cisterciáci, chudobu v počátcích dodržoval, mniši odmítali obchodovat a udržovat styky s okolním světem. Zřekli se vlastnictví kostelů a odmítali přijímat finanční částky. Řád ale zaznamenal obrovský růst a kolem roku 1500 již existovalo více než 600 mužských cisterciáckých opatství a 650 ženských opatství po celé Evropě. I tento řád se nakonec neubránil přijímání darů, hromadění majetku a využívání levné pracovní síly bratrů laiků. Odklon některých řádů od původních idejí mnišského života vedl ke vzniku řádů žebravých (např. Františkáni). Zakladatelé a členové žebravých řádů pociťovali rozhořčení především nad tím, jak se benediktini a cisterciáci částečně vzdali původních myšlenek na skromný život v modlitbách a v následování příkladu Ježíše Krista, a místo toho stále více zasahovali, finančně i mocensky, do politických otázek středověké Evropy. Mniši žebravých řádů byli naproti tomu nuceni zříci se veškerého majetku (tedy i řádového) a nesměli se dotknout peněz. Neměli klášter ani jiný příbytek a během svých cest spávali ve stodolách a na sýpkách. Vykonávali příležitostné práce a přijímali almužnu. Františkáni mohli kázat a udělovat svátosti, ale problém byl v tom, jak tuto činnost provádět a přitom nevlastnit kostel. Papež Řehoř IX. tak roku 1230 řeholi řádu přehodnotil a dovolil tak žebravým řádům vlastnit alespoň potřebný majetek.

### Kláštery mužské, ženské a smíšené
Zatímco středověké mužské kláštery byly především centry vzdělání (studium a opisování knih), tak ženské kláštery sloužily převážně jako místa pro výchovu mladých dívek ze šlechtických a zámožných rodin. Některé z chovanek zůstávaly v klášteře po celý život a přijaly řeholní slib. Finanční příspěvek klášteru totiž vyšel rodinu většinou levněji, než provdání dcery a vyplacení věna. Řeholnice pocházející z královských rodů pak téměř vždy zastávaly v klášteře významné funkce, převážná většina královských dcer se stala abatyšemi. Ženské kláštery byly často využívány také jako domovy pro bohaté vdovy, které za patřičný finanční dar klášteru získaly právo strávit v jeho bezpečí zbytek života. Počet zájemkyň o pobyt nebo výchovu v klášteře byl takový, že ženských klášterů bylo nakonec ve středověku asi třikrát více než mužských. Vůbec první kláštery v historii byly ale většinou smíšené a v jejich čele stály někdy ženy – matky představené, které měly stejné pravomoce jako později opati, včetně poskytování zpovědi a udělování rozhřešení. Tento typ klášterů byl tvořen dvěma spřízněnými komunitami, mužskou a ženskou, které spolu žily v jednom areálu, sdílely jednu modlitebnu, dělily se o povinnosti a měly společného představeného. Proti tomuto soužití mužů a žen protestovala církev, ale dlouho byla bezbranná. Smíšené kláštery nevyhovovaly i mnoha mnichům. Církev tedy nakonec prosadila názor, že se muži a ženy nemohou společně oddávat náboženskému životu, aniž by upadli do hříchu. Prostory pro mnichy tak byly odděleny od částí obývaných mniškami. V průběhu 11. století smíšené kláštery zcela zmizely. Mravnostní prohřešky, k nimž údajně docházelo ve smíšených klášterech, se ale zřejmě čas od času vyskytovaly i v klášterech ženských a mužských. Ve středověkých spisech totiž opakovaně nalézáme zmínky o otěhotnění řeholnic a ještě častěji pak zprávy o intimních vztazích mezi mnichy. Není tedy pochyb o tom, že občas k podobným mravnostním deliktům na půdě klášterů opravdu docházelo (téma intimních vztahů mezi mnichy se stalo i jedním z motivů románu Umberta Eca Jméno růže). Četnost těchto případů ale již dnes nelze zjistit.

### Irské kláštery – centra vzdělanosti
V Irsku začal intenzivně šířit křesťanství v 5. století sv. Patrik. Díky jeho osobitému duchovnímu odkazu a jeho neřímskému typu křesťanství byl i charakter irských (iroskotských) křesťanských klášterů od počátku svébytný a odlišný od klášterů kontinentálních. Irské kláštery byly ve skutečnosti opevněnými osadami, v nichž žili mniši jednotlivě a nebo v malých skupinách. V areálu kláštera se nacházelo více menších kostelů, kde se mniši scházeli. Na fungování každé opevněné osady dozíral presbyter (mnich s kněžským svěcením). Jak mniši, tak i opati měli volnost pohybu, proto odcházeli podle svých potřeb do samoty věnovat se rozjímání a pak se opět svobodně vraceli. V irských klášterech se také kladl daleko větší důraz na kontakt mezi mnichy a běžným obyvatelstvem, což u širokých vrstev obyvatelstva vedlo k prohlubování náboženského života a k šíření vzdělanosti. Rovněž v přístupu k obecné vzdělanosti byli irští mniši méně ortodoxní, než tomu bylo v ostatních částech Evropy. V 5. století, v době chaosu, který nastal po pádu Římské říše, nalezla řada z kontinentu prchajících poustevníků, mnichů i vzdělanců azyl právě v klidném Irsku, kde byli přijati a irští mniši následně začali intenzivně shromažďovat latinská, hebrejská i řecká vědecká, filozofická a umělecká literární díla, přičemž při výběru nerozlišovali mezi díly náboženskými a klasickou antickou literaturou. Tyto spisy a knihy v klášterech dále opisovali a uchovávali, aniž by u „pohanských“ antických děl prováděli cenzuru. Tento otevřený přístup ke studiu antické literatury vedl následně k tomu, že v blízkosti irských klášterů vznikaly vyhlášené klášterní univerzity, do nichž směřovali studenti z celého Irska, Anglie a nakonec i celé Evropy. Díky mnichům žijícím v irských klášterech, tedy na samém okraji Evropy, se nám tak dochovala významná díla především antické latinské literatury, která by byla jinak zřejmě navždy ztracena ve zmatcích a válkách, které nastaly po pádu Římské říše. Během 6. století se následovníci sv. Patrika vydali v jeho stopách i mimo Irsko a snažili se misijním způsobem šířit křesťanství dál mezi pohany ve Skotsku, Anglii a v kontinentální Evropě. Sv. Kolumba (starší) založil do konce svého života 60 klášterů ve Skotsku, jeho duchovní dědic Aidan šířil křesťanství mezi pohanskými Angly v severní Anglii, Brendan Mořeplavec se vydal na Island a do Grónska a okolo roku 590 vyrazil sv. Kolumbán (mladší) spolu s dvanácti mnichy na cestu do Galie, kde založil mezi barbarskými Suéby tři lesní kláštery – Annegray, Fontaines a Luxeuil. Po vyhnání z Galie odešel sv. Kolumbán do Lombardie. Za svůj život založil odhadem 60 klášterů na území dnešní Francie, Německa, Švýcarska a Itálie. Jeho souputník Svatý Havel založil klášter St. Gallen. Spolu s těmito šiřiteli křesťanství se zpět do Evropy a dalších oblastí zaniklé Římské říše postupně vracely i kopie zachráněných literárních děl – křesťanských i antických. Irský misijní impulz dosáhl svého vrcholu ve druhé polovině 7. století, kdy byl posílen anglickými misionáři, kteří pod vlivem svých irských spolubratrů vyrazili do germánských zemí. V té době ale došlo ke střetu svébytného iroskotského křesťanství s přísnějším římským křesťanstvím, kdy se roku 664 vyhrotil konflikt na synodu v northumbrijském opatství ve Whitby, na kterém northumbrijský král rozhodl ve prospěch římské strany. Na přelomu 8. a 9. století pak došlo k nájezdům Vikingů na území Irska, během nichž byla většina klášterů zničena. Evropské kláštery založené původně irskými mnichy – poutníky přejaly časem většinou Řeholi sv. Benedikta.

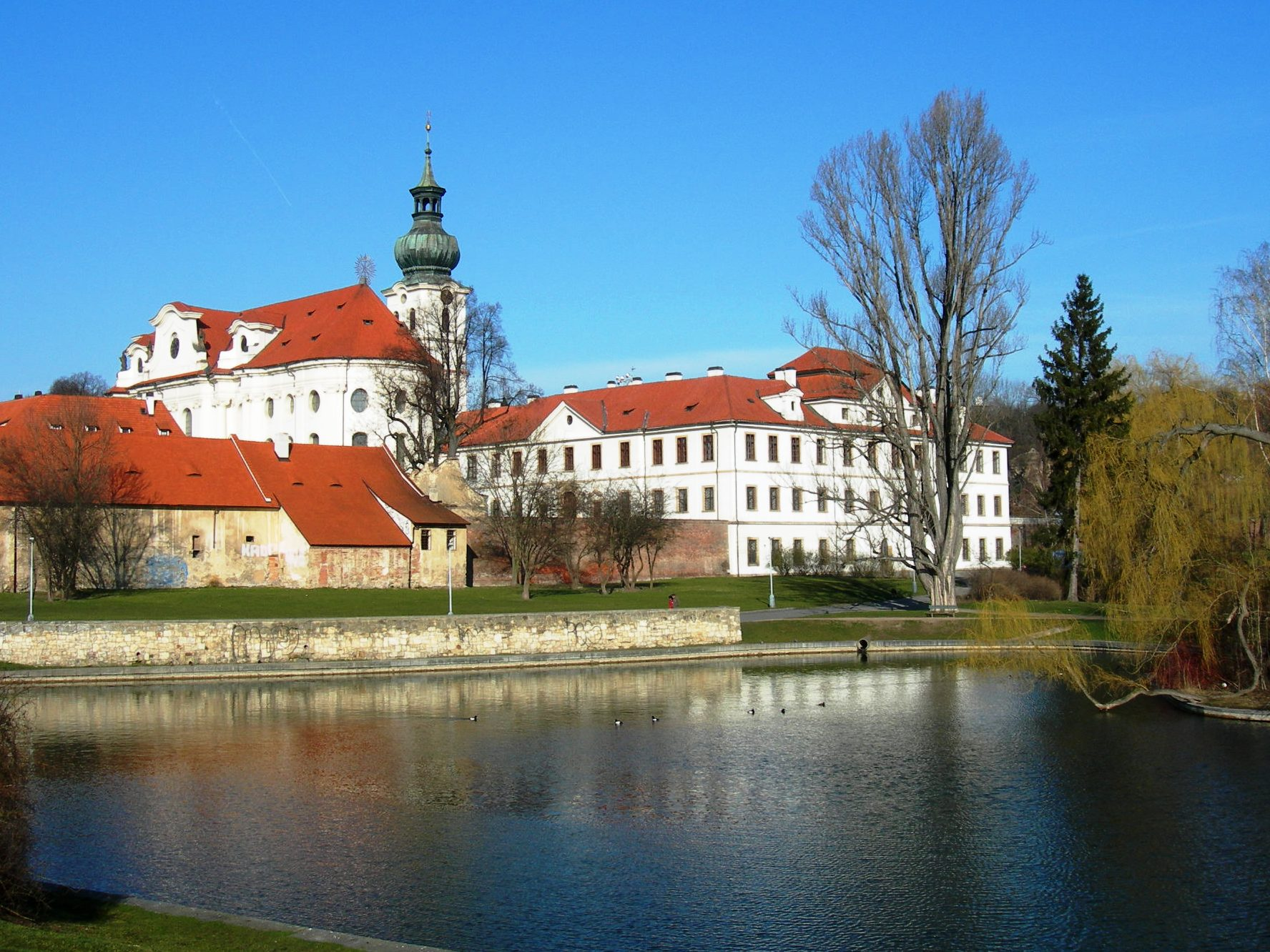
Břevnovský klášter

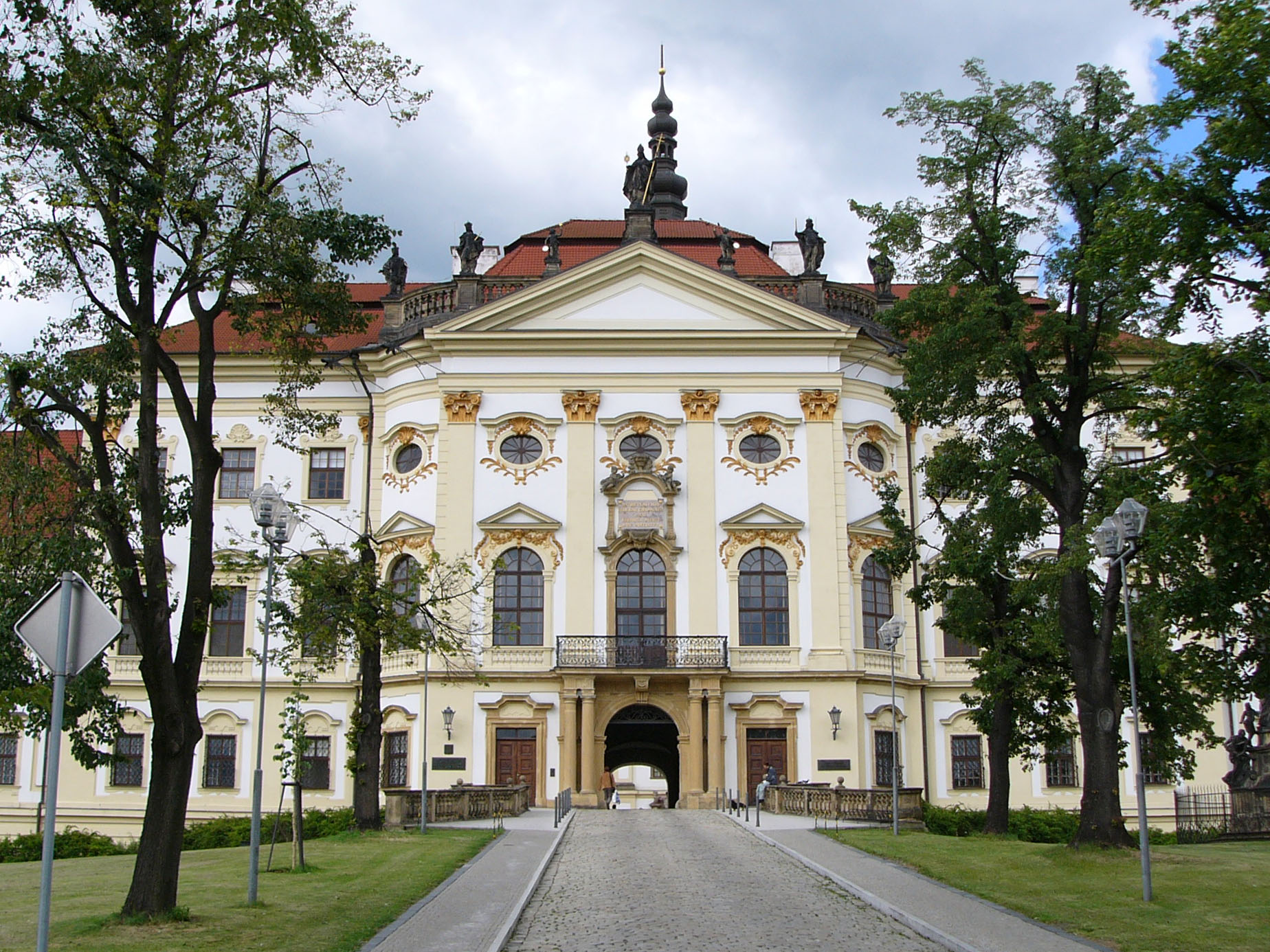
Bývalý klášter premonstrátů Hradisko, Olomouc

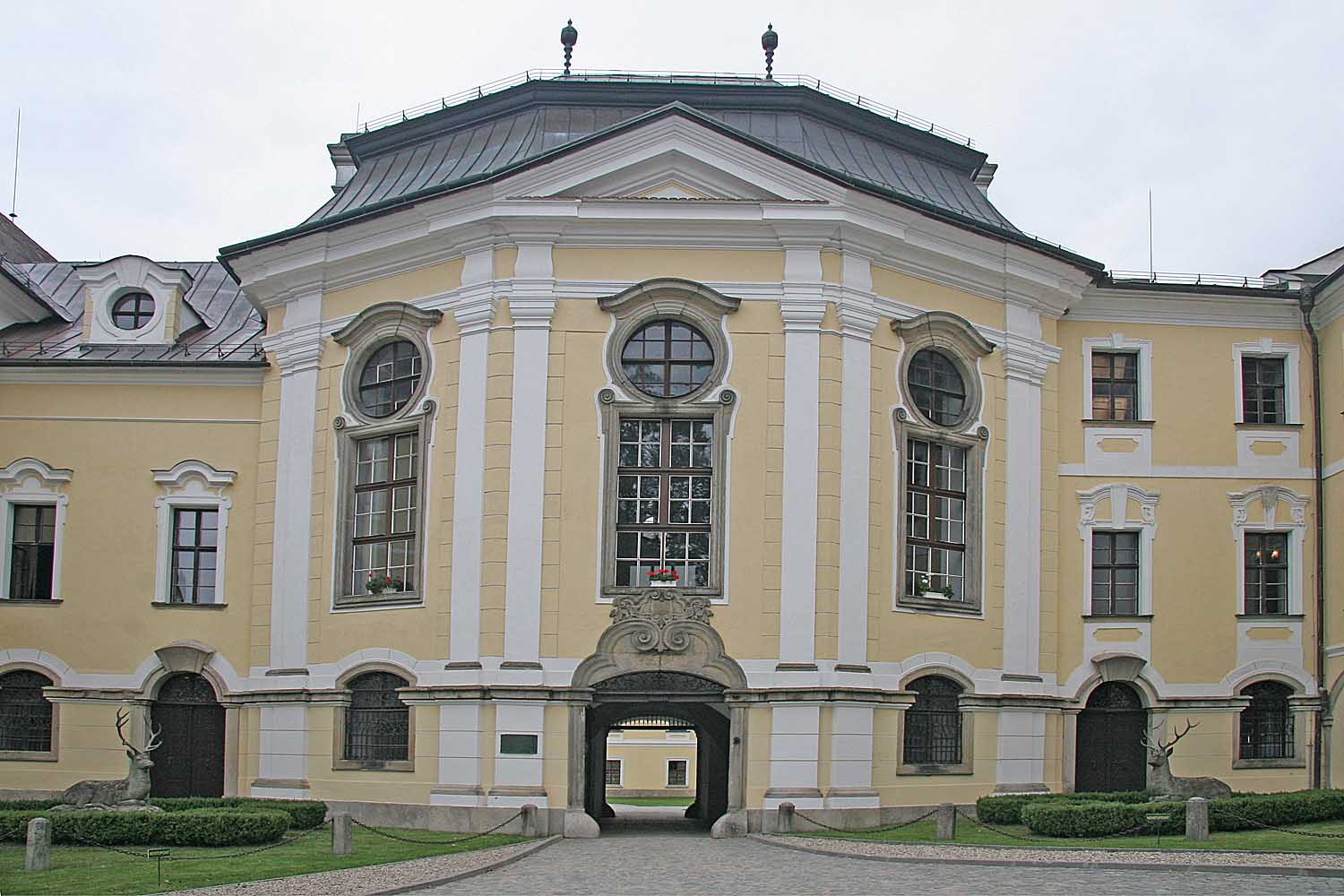
Prelatura bývalého cisterciáckého kláštera ve Žďáru nad Sázavou

### Kláštery v českých zemích
Počátkem 70. let 10. století byl na Pražském hradě u kostela sv. Jiří zřízen první klášter v českých zemích, a to pro benediktinky. Do konce 10. století (kolem roku 993) vznikl i první mužský benediktinský klášter Břevnov. Následovalo zakládání dalších klášterů, které se taktéž řídily řeholí svatého Benedikta: Ostrov u Davle (999), Sázava (1032), Rajhrad (1048), Hradisko u Olomouce (1078), Opatovice (1086 až 1087), Třebíč (1101 až 1104), Kladruby (1115), Postoloprty (1119 až 1121), Vilémov (snad 1131), Podlažice, Teplice (1160 až 1167), Orlová (1248), Pustiměř (1340), Emauzy – Na Slovanech (1347) či klášter svatého Gabriela. Během znovupromýšlení církevní politiky a učení, které proběhlo v západní Evropě ve druhé polovině 11. století a ve století 12., k nám odsud začaly pronikat nově založené řády mnichů, řeholních kanovníků, řády rytířské a později ve 13. století také žebravé řády (mendikantské). Mezi nejdůležitější ve 12. století patřili premonstráti a cisterciáci, za jejichž uvedením na naše území stál olomoucký biskup a diplomat evropského formátu Jindřich Zdík (asi 1083–1150).
Kláštery byly nejprve většinou zakládány jako venkovské (kolonizační – benediktinské, cisterciácké atd.), které byly budovány s opevněním a hospodářskými objekty jako zcela nové stavby v krajině, většinou v údolí řek. K těmto bývaly přiděleny blízké vesnice nebo osady. Později vznikaly kláštery městské (zakládány především žebravými řády – dominikány, františkány), budovány ve městech, bez hospodářských objektů, často v chudinských částech na městské periferii nebo před hradbami, což umožňovalo šíření věrouky a péči mezi potřebnými.
Rozvoj klášterů výrazně ohrozily husitské války v 15. století. Opětovný rozkvět české klášterní kultury se pak odehrál až v první polovině 17. století v rámci rekatolizace. Výrazně utlumen byl opět v období rakouského osvícenství 18. století. Řada reforem vydaných císařem Josefem II., synem Marie Terezie, byla namířena proti církvi, například zrušením téměř poloviny klášterů, a to těch, které se nezabývaly vzděláváním, či péčí o nemocné. Církev byla pověřena pouze správou a udržováním klášterů v chodu, vč. zajištění vzdělání a péči o nemocné. Některé reformy však katolické církvi mohly dlouhodobě i prospět (možnost odchodu do důchodu pro staré kněze). Po druhé světové válce, jako důsledek velkého rozmachu ateismu i v Československu, zahájil tehdejší režim po roce 1948 pronásledování všech řeholních řádů a kongregací s úmyslem je zcela vymýtit. Tehdy došlo k likvidaci nebo zchátrání většiny klášterů a prudkému poklesu počtů řeholníků a řeholnic. Přesto se stát staral o duchovní a o údržbu církevních památek a některých objektů a vyplácel duchovním i nízkou mzdu, vč. úhrad nákladů na ubytování. Po sametové revoluci se začalo s obnovou některých klášterů a řeholního života, ale jde (hlavně z důvodu malého zájmu o klášterní život v sekularizované společnosti) o poměrně pomalý proces hlavně pro malý zájem občanů. V současné době stát vyplácí 1,3 mld korun ročně na mzdy duchovních.

### Klášterní architektura

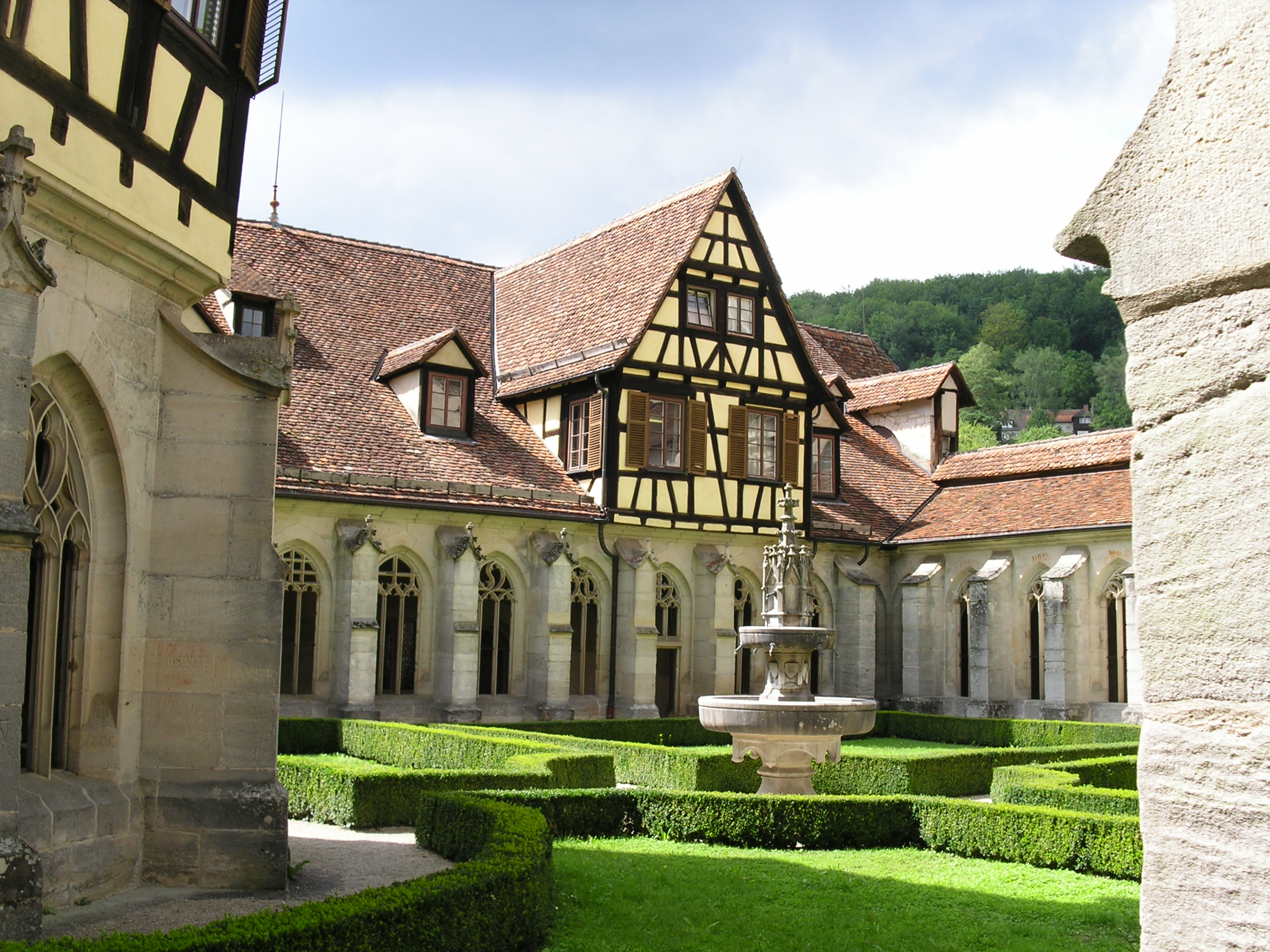
Rajský dvůr cisterciáckého kláštera Bebenhausen nedaleko německého města Tübingen.

Do 2. poloviny 12. století byly klášterní stavby budované výhradně ze dřeva, postupně nahrazované kamennými stavbami v románském slohu, od 1. poloviny 13. století začíná v českých zemích převládat gotický sloh, a to zejména u staveb cisterciáckého řádu (např. Velehrad, Nepomuk, Tišnov).
Mezi typické součásti středověké klášterní klauzury náleží:
- konventní kostel: největší a nejvýznamnější součást, často chórem obrácen k východu
- kaple: přiléhala ke kostelu
- křížová chodba (kvadratura, ambit): ve tvaru čtverce obklopovala rajskou zahradu, do dvora s arkádami či okny
- rajská zahrada (dvůr): obklopená křížovou chodbou, uprostřed se studnou a kašnou (lavatoriem)
- kapitulní síň: v blízkosti kostela či kaple, prostor velkého významu určený ke shromažďování řeholníků (při kapitule /shromáždění komunity za účelem porad či výkladu řehole/ nebo např. při volbě představeného)
- kuchyně a cellarium (skladiště potravin)
- refektorium (refektář): společná jídelna řeholníků
- dormitorium (dormitář): společná ložnice řeholníků, později nahrazována jednotlivými celami

Volitelné součásti klauzury:
- prelatura: soukromé obydlí představeného kláštera či opata
- parlatorium: hovorna určená k rozmlouvání mezi řeholníkem a jeho představeným
- knihovna a skriptorium: prostory významné pro uchovávání a rozmnožování kulturního bohatství kláštera, skriptorium sloužilo řeholníkům k opisovaní rukopisů
- vestiarium: šatna k ukládání oděvů řeholníků
- komnata či dům pro hosty (cella hospitum)
- špitál (infirmarium): zajištění péče o nemocné
- minuce: místnost určená pro zákrok pouštění žilou
- škola noviců: určená k přípravě na vstup do konventu
- lázeň, latríny (záchody)
- fortna (brána)
- sklepy, zásobárny potravin
- další hospodářské objekty (stáje, chlévy, řemeslnické dílny), zahrady, hřbitov
- dispensa: nevyužitý prostor

Volitelné součásti středověké klášterní klauzury mohly být součástí tzv. vnitřní klauzury (náležící ke křížové chodbě) nebo vnější klauzury (v areálu mimo jádro konventu).

### Role obyvatel kláštera
- Opat – stál v čele mnichů v klášteře, byl oprávněn jmenovat všechny své podřízené a rozdělovat úkoly. Opat přijímal důležité návštěvy a měl právo na delší čas opouštět svůj klášter, když cestoval po jiných klášterech. V ženských klášterech zastávala tento úřad abatyše.
- Převor – zástupce opata. Dohlížel na vnitřní život společenstva. Výrazem převor se také označuje představený církevního zařízení, které nebylo opatstvím.
- Provizor – řeholník, mající na starosti hospodaření kláštera, v mnišských řádech zván Celerář
- Kantor – vyučoval zpěv a liturgii. Dirigent chrámového sboru.
- Sakristán – byl pověřen péčí o kostel, oltáře, posvátné nádoby, relikviář a relikvie.
- Almužník – rozdával jídlo chudým a staral se o ubytování poutníků, pocestných a návštěv. Tento mnich se mohl často vzdálit z kláštera, jelikož se staral i o zajištění stravy pro mnichy svého kláštera a někdy také nesl potravinovou pomoc chudým do nejbližšího města.
- Komoří – vydával mnichům oděvy a také je musel prát a spravovat.
- Bratr ošetřovatel – léčil nemocné bratry a organizoval péči o staré mnichy.
- Děkan – mnich jmenovaný opatem, dohlížel na skupinu deseti svěřených mnichů a vyučoval je.
- Lektor – mnich předčítající v refektáři.
- Mnich – mniši pocházeli většinou z bohatých nebo šlechtických rodin. Do kláštera přišli buď až v dospělosti, nebo tu byli vychováváni a vzděláváni už od dětství. Mniši se věnovali modlitbám, studiu knih a přepisování knih.
- laický bratr neboli konvrš – bratři laici přicházeli do klášterů v dospělosti. Jednalo se o negramotné věřící, kteří ale byli považováni za mnichy, jelikož skládali mnišský slib a nosili mnišský oděv. Od ostatních mnichů ale žili odděleně, měli své vlastní společné ložnice a refektář. Odděleni byli od mnichů i v kostele. Věnovali se manuální práci, úklidu, posluhování mnichům, péči o sady a polnosti. V klášteře převažovali – v roce 1167 tak například v klášteře Rievaulx žilo 140 mnichů, o které se staralo skoro 500 bratrů laiků.
- Novic – člen kláštera, který studuje, ale dosud nesložil řeholní slib.
- Chovanec – dítě darované klášteru rodiči, aby zde bylo vychováno pro klášterní život.

## Buddhistické kláštery
Buddhistické kláštery jsou historicky starší, jsou však i odlišné. Což však také není zcela pravda, neboť křesťanské mnišství nemohlo existovat před Kristem, ale v evropské i židovské tradici existují starší (6. století př. n. l. a starší) klášterní společenství – Orfici, Pythagorejci, židovští proroci (Elijáš aj.) měli kolem sebe školu, od níž pak pocházejí většinou známé biblické spisy, podobně jako Eseni. Buddhistické kláštery byly zakládány již v 5. století př. n. l., například Nálanda v indické provincii Bihar. V období největšího rozvoje této buddhistické univerzity zde pobývalo až deset tisíc studentů. V Asii dodnes funguje mnoho buddhistických klášterů, známé jsou například chrámové komplexy Shaolin a Donglin v Číně nebo často těžko přístupné horské kláštery tibetského buddhismu v oblasti Tibetu a Nepálu, např. Tengboche.